# Enrique Gil
Enrique Gil (né le 30 mars 1992) est un acteur et mannequin philippin.